# Lijst van voetbalinterlands Bhutan - Laos (vrouwen)
Deze lijst van voetbalinterlands is een overzicht van alle officiële voetbalinterlands tussen de nationale vrouwenteams van Bhutan en Laos. De landen hebben tot nu toe één keer tegen elkaar gespeeld.

## Wedstrijden
| № | Plaats | Datum             | Competitie        | Wedstrijd     | Uitslag |
| - | ------ | ----------------- | ----------------- | ------------- | ------- |
| 1 | Taif   | 24 september 2023 | Vriendschappelijk | Bhutan − Laos | 0 − 0   |

## Samenvatting
| Competitie        | Totaal gespeeld | Winst Bhutan | Gelijk | Winst Laos | Doelsaldo Bhutan – Laos |
| ----------------- | --------------- | ------------ | ------ | ---------- | ----------------------- |
| Vriendschappelijk | 1               | 0            | 1      | 0          | 0 − 0                   |
| Totaal            | 1               | 0            | 1      | 0          | 0 − 0                   |